# アイスホッケーアイルランド代表
アイスホッケーアイルランド代表（アイスホッケーアイルランドだいひょう、英: Ireland men's national ice hockey team、愛: Foireann haca oighir náisiúnta na hÉireann）はアイルランドアイスホッケー協会によるアイルランド共和国の男子アイスホッケーナショナルチームである。2007年に国際アイスホッケー連盟ディビジョンIIに昇格したものの、成績不振によりディビジョンIIIに降格となった。

## 世界選手権成績
- 2004: ディビジョンIII4位
- 2005: ディビジョンIII4位
- 2006: ディビジョンIII4位
- 2007: ディビジョンIII2位
- 2008: ディビジョンIIグループA6位
- 2009: ディビジョンIII5位
- 2010: ディビジョンIIIグループA1位
- 2011: ディビジョンIIグループB1位
- 2012: ディビジョンIII4位